# Bodadiougou
Bodadiougou est une localité située dans le département de Banfora de la province de la Comoé dans la région des Cascades au Burkina Faso.
En 2019, le dernier recensement général comptabilisait 2 202 habitants. 

## Santé et éducation
Bodadiougou possède une école primaire publique. 